# Fano
Fano (łac. Fanum) – miasto i gmina we Włoszech, w regionie Marche, w prowincji Pesaro i Urbino. Trzecie najludniejsze miasto regionu Marche, lecz zważywszy na to, iż nieopodal znajduje się 92-tysięczne Pesaro, nie zdecydowano się utworzyć prowincji Fano, mimo że w regionie dużo mniejsze miasta niż Fano posiadają swoje prowincje (np. Fermo, Macerata, Ascoli Piceno).
Miasto cieszy się dużą atrakcyjnością turystyczną od strony zabytkowej, a piaszczyste plaże (także tych, znajdujących się na terytorium sąsiednich miejscowości – Torrette di Fano oraz Marotta) przyciągającą licznych turystów zagranicznych, wśród których zdecydowanie najliczniejszą grupę stanowią Szwajcarzy.
W miejscowości urodził się Hipolit Aldobrandini, późniejszy papież Klemens VIII.

## Klimat
W Fano występuje klimat subtropikalny (podzwrotnikowy).
| Miesiąc                            | I   | II  | III | IV  | V   | VI  | VII | VIII | IX  | X   | XI  | XII |
| ---------------------------------- | --- | --- | --- | --- | --- | --- | --- | ---- | --- | --- | --- | --- |
| Maksymalna temperatura dobowa (°C) | +10 | +11 | +14 | +19 | +23 | +27 | +30 | +30  | +26 | +21 | +16 | +12 |
| Minimalna temperatura dobowa °C)   | +4  | +5  | +8  | +11 | +15 | +19 | +21 | +21  | +18 | +14 | +10 | +6  |
| Opady atmosferyczne (mm)           | 41  | 43  | 58  | 44  | 50  | 45  | 42  | 74   | 63  | 62  | 70  | 64  |
| Liczba dni deszczowych             | 4   | 1   | 4   | 4   | 3   | 3   | 0   | 1    | 2   | 4   | 7   | 5   |

Według danych na rok 2004 gminę zamieszkiwały 57 374 osoby, 474,2 os./km².

## Miasta partnerskie
- Rastatt, Niemcy
- Saint-Ouen-l’Aumône, Francja
- St Albans, Wielka Brytania
- Wieliczka, Polska